# Somatochlora minor
Somatochlora minor är en trollsländeart som beskrevs av Philip Powell Calvert 1898. Somatochlora minor ingår i släktet glanstrollsländor, och familjen skimmertrollsländor. Inga underarter finns listade i Catalogue of Life.

## Bildgalleri

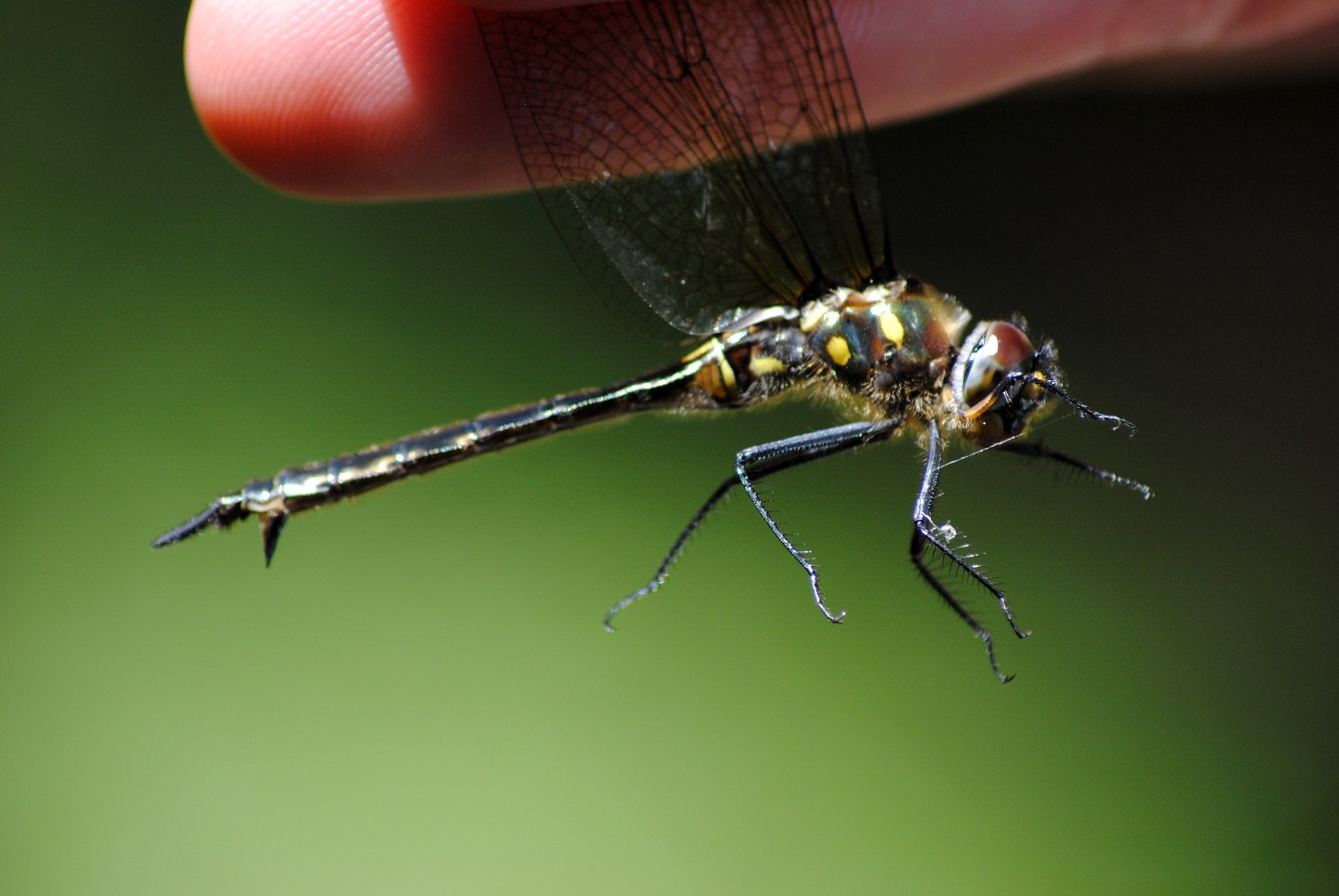